# Paul Mendel (Tischtennisspieler)
Joseph Michael Adolf Paul Mendel (* 19. Juni 1890 in Hamburg; † 24. Februar 1976) war ein deutscher Tischtennisspieler und Tennisfunktionär.

## Sportlicher Werdegang
Mitte der 1920er Jahre förderte Paul Mendel den Tischtennissport in Hamburg-Uhlenhorst, wo in den Räumen des Klipper-Tennis und Hockey-Clubs, dessen Präsident er von 1946 bis 1961 wurde, Tischtennistische aufgestellt waren. Mendel gewann die erste Hamburger Tischtennismeisterschaft und nahm an der WM 1928 in Stockholm teil. Von 1949 bis 1964 war er Präsident des Hamburger Tennis-Verbandes. Für seine Verdienste zeichnete ihn der Deutsche Tennisbund 1962 mit der Goldenen Ehrennadel aus.

## Persönliches
Mendel wurde als Sohn des israelitischen Kaufmanns Adolph Mendel (1852–1925) und dessen lutherischer Ehefrau Sophie Louise Clara geb. Wiesenhavern (geb. 1858) im Hamburger Stadtteil Borgfelde geboren („Mischling ersten Grades“). Er diente während des Ersten Weltkrieges im Königlich Bayerischen 5. Feldartillerie-Regiment „König Alfons XIII. von Spanien“. Am 12. Mai 1920 heiratete Paul Mendel, zu diesem Zeitpunkt Referendar und bereits zum Doktor der Rechte promoviert, Marianne Auguste Frieda Ehrhardt (geb. 1895 in Stettin, gest. 1956). Von Beruf war Paul Mendel Rechtsanwalt. In dieser Funktion unterstützte er vor dem Zweiten Weltkrieg Juden bei der Beschaffung eines Arier-Nachweises.